# Aretha Now
Aretha Now è il quattordicesimo album in studio della cantante statunitense Aretha Franklin, pubblicato il 14 giugno 1968 dalla Atlantic.
È uno degli album che ha venduto di più nella storia della musica, vendendo oltre 25 milioni di copie nei soli anni settanta, 9 milioni negli anni ottanta, 5 milioni negli anni novanta e 0,05 milioni negli anni 2000; vendendo complessivamente circa 40 milioni di copie dal 1968 al 2015

## Tracce
1. Think – 2:19
2. I Say a Little Prayer – 3:36
3. See Saw – 2:45
4. Night Time Is the Right Time – 4:48
5. You Send Me – 2:28
6. You're A Sweet Sweet Man – 2:18
7. I Take What I Want – 2:32
8. Hello Sunshine – 3:02
9. A Change – 2:25
10. I Can't See Myself Leaving You – 3:00